# Барон Дарсбери

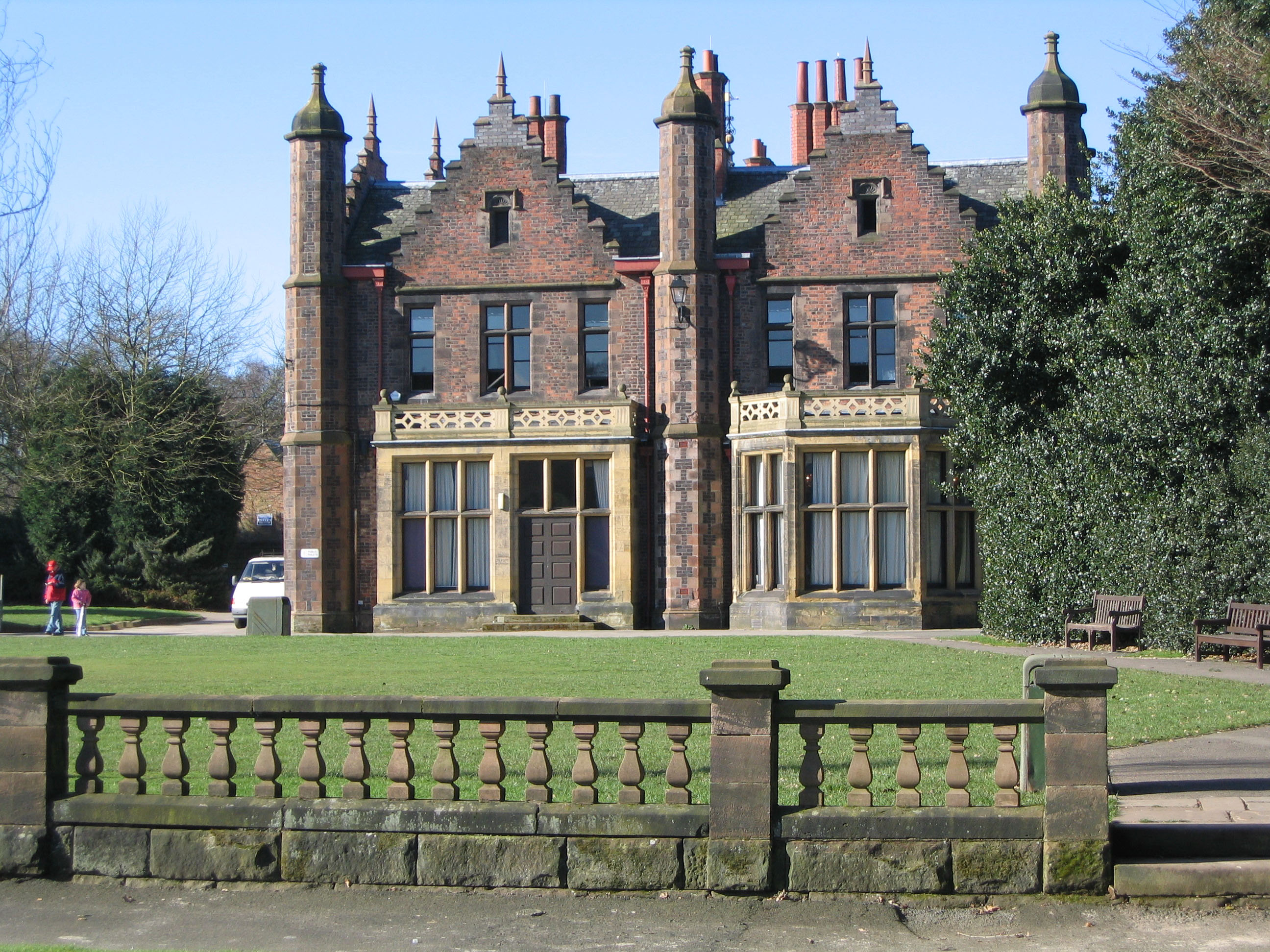
Уолтон-Холл, бывшая семейная резиденция баронов Дарсбери

Барон Дарсбери из Уолтона в графстве Чешир — наследственный титул в системе Пэрства Соединённого королевства. Он был создан 21 июня 1927 года для сэра Гилберта Гринолла, 2-го баронета (1867—1938). Он занимал должность высшего шерифа Чешира в 1907 году.
Титул баронета из Уолтон Холла в графстве Чешир (Баронетство Соединённого королевства) был создан 22 февраля 1876 года для Гилберта Гринолла (1806—1894), отца Гилберта Гринолла, 1-го барона Дарсбери. Он был главой семьи Гринолл, занимавшейся пивоваренным бизнесом (позже Greenall’s, а сейчас De Vere Group), а также представлял Уоррингтон в Палате общин от консервативной партии (1847—1868, 1874—1880, 1885—1892) и служил высшим шерифом Чешира (1873).
По состоянию на 2024 год носителем титула являлся правнук первого барона, Питер Гилберт Гринолл, 4-й барон Дарсбери (род. 1953)), который стал преемником своего отца в 1996 году.
Первой резиденцией семьи Гринолл был Уолтон-Холл в окрестностях Уоррингтона в графстве Чешир. Этот дом был продан в 1941 году. 4-й лорд Дарсбери основал в своей ферму Hall Lane Farm в поместье Дарсбери фестиваль танцевальной музыки Creamfields.

## Баронеты Гринолл из Уолтон-Холла (1876)
- 1876—1894: Сэр Гилберт Гринолл, 1-й баронет (11 мая 1806 — 11 июля 1894), шестой (младший) сын Эдварда Гринолла (1758—1835) из Уолтон-Холла[1];
- 1894—1938: Сэр Гилберт Гринолл, 2-й баронет (30 марта 1867 — 24 октября 1938), единственный сын предыдущего, барон Дарсбери с 1927 года[2].

## Бароны Дарсбери (1927)
- 1927—1938: Гилберт Гринолл, 1-й барон Дарсбери (30 марта 1867 — 24 октября 1938), единственный сын сэра Гилберта Гринолла, 1-го баронета (1806—1894)[2];
- 1938—1990: Эдвард Гринолл, 2-й барон Дарсбери (12 октября 1902—1990), второй (младший) сын предыдущего[3];
- 1990—1996: Эдвард Гилберт Гринолл, 3-й барон Дарсбери (27 ноября 1928 — 9 сентября 1996), единственный сын предыдущего[4];
- 1996 — настоящее время: Питер Гилберт Гринолл, 4-й барон Дарсбери (род. 18 июля 1953), старший сын предыдущего[5];
  - Наследник титула: достопочтенный Томас Эдвард Гринолл (род. 6 ноября 1984), старший сын предыдущего[6];
    - Наследник наследника: Лео Гилберт Гринолл (род. 4 августа 2015), единственный сын предыдущего[7].